# 星際天體

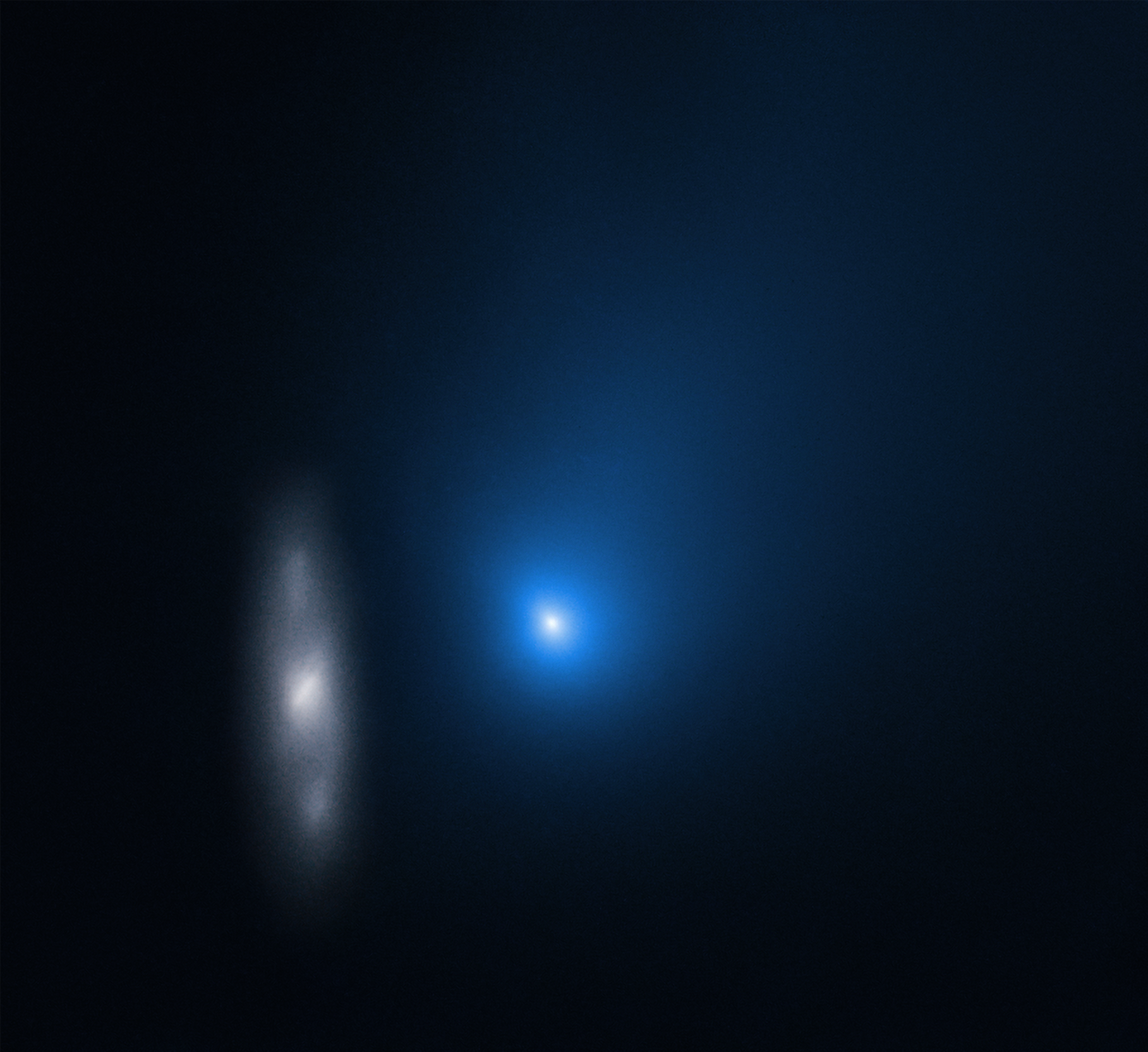
2I/鮑里索夫彗星是第二個已確認的星際物體，於2019年底在遙遠星系旁拍攝。

星際天體（Interstellar object）是指在星际空间中不受恆星引力束縛的天體，包括小行星、彗星、星際行星等，但不包括恆星。此術語也可應用於暫時接近恆星軌道上的物體，例如某些小行星和彗星（包括系外彗星）。在後一種情況下，該物體可能被稱為星際干擾者（interstellar interloper）。
最早發現的星際物體是星際行星，這些行星被從原來的恆星系統中彈射出來（例如OTS 44或蝘蜓座110913-773444），但它們很難與次棕矮星區分開來，後者是在星際空間中形成的與恆星相似的質量物體。
首個在太陽系中發現並經過的星際物體是2017年的斥候星。第二個是2019年的2I/鮑里索夫彗星。它們都具有顯著的雙曲線超出速度，表明它們並非起源於太陽系。美國太空司令部在2022年確認了一個星際天體於2014年撞擊地球的事件。2023年5月，天文學家報告了多年來在近地軌道中可能俘獲到的其他星際天體。

## 定義
隨著在太陽系中首次發現星際天體，國際天文學聯合會提出了一個新的星際物體小天體編號系列，稱為I數字，類似於彗星編號系統。這些編號將由小行星中心指定。對於星際物體的臨時指定將使用相應的C/或A/前綴（彗星或小行星）。

## 概述
| 名稱                           | 速度                         |
| ------------------------------ | ---------------------------- |
| 艾桑彗星 (弱雙曲 奧爾特雲彗星) | 0.2公里/秒 0.04天文單位/年   |
| 航海家一號 (用於比較)          | 16.9公里/秒 3.57天文單位/年  |
| 斥候星                         | 26.33公里/秒 5.55天文單位/年 |
| 2I/鮑里索夫彗星                | 32.1公里/秒 6.77天文單位/年  |
| CNEOS 2014-01-08 (同行評審中） | 43.8公里/秒 9.24天文單位/年  |
| 3I/亞特拉斯彗星                | 58.0公里/秒 12.24天文單位/年 |

天文學家估計，每年會有幾個外太陽系起源的星際物體（如斥候星）穿越地球轨道內部，並且每天有10,000個物體穿越海王星軌道內部。
星際彗星偶爾會以隨機速度穿越內太陽系，並朝向大犬座的方向前進，因為太陽系正朝著那個方向（稱為太陽向點）移動。在斥候星被發現之前，尚未觀察到任何速度大於太陽逃逸速度的彗星，這一事實被用來為其在星際空間中的密度設置上限。根據Torbett的一篇論文指出，彗星的密度不超過每立方秒差距10^13（一兆）顆彗星。來自LINEAR的其他分析將上限定為4.5×10−4/AU^3，或每立方秒差距10^12（一兆）顆彗星。大衛·C·朱伊特（David C. Jewitt）及其同事在斥候星被檢測到後進行的一項最新估計預測，海王星軌道內部類似的100米尺度星際物體的穩定狀態人口約為1×10^4，每個物體的停留時間約為10年。
根據奧爾特雲形成的當前模型預測，被彈射到星際空間的彗星數量多於保留在奧爾特雲中的彗星，估計多出3到100倍不等。其他模擬表明，90％至99％的彗星被彈射。沒有理由相信在其他恆星系統中形成的彗星不會同樣被散佈。阿米爾·西拉吉（Amir Siraj）和亞伯拉罕·勒布證明，奧爾特雲可能是由太陽的誕生星團中的其他恆星彈射出的類地體形成的。
恆星周圍的物體可能因與第三顆大質量天體的相互作用而被彈射，從而成為星際物體。這樣的過程始於1980年代初，當時C/1980 E1最初與太陽有引力束縛，但在靠近木星時受到足夠加速達到太陽系的逃逸速度。改變了它的軌道，使其由橢圓軌道變為雙曲線軌道，並使其成為當時已知最偏心的物體，其軌道離心率為1.057。它正朝著星際空間前進。
由於目前觀測的困難，一個星際物體通常只有在穿越太陽系時才能被檢測到，其可通過其明顯的雙曲線軌跡和超出數公里/秒的雙曲線超出速度來加以區分，這證明了它不受太陽引力束縛。相比之下，受引力束縛的物體會圍繞太陽擁有橢圓軌道運行。有一些物體的軌道非常接近抛物線，使得它們受引力束縛的狀態不明確。
星際彗星可能在穿越太陽系時偶爾被俘為日心軌道。計算機模擬顯示，只有木星的質量足夠大才能俘獲星際物體，並且預計每六千萬年會發生一次。梅克賀茲一號彗星和百武二號彗星可能是這樣的彗星的例子。它們在太陽系中具有非典型的化學組成。
最近的研究表明，小行星514107可能是一個過去的星際物體，它在約45億年前被俘獲，這一點可以從它與木星的共軌運動和繞太陽的逆行軌道得到證明 。此外，彗星C/2018_V1有著很高的可能性（72.6％）來自太陽系外的恆星系統，儘管無法排除它來自奧爾特雲的可能性 。哈佛大学的天文學家提出了物質——以及潛伏的孢子——可以在遠距離傳播的可能性。斥候星在內太陽系的探測，星際天體確認了與系外行星系統之間可能存在著物質聯繫的可能性。

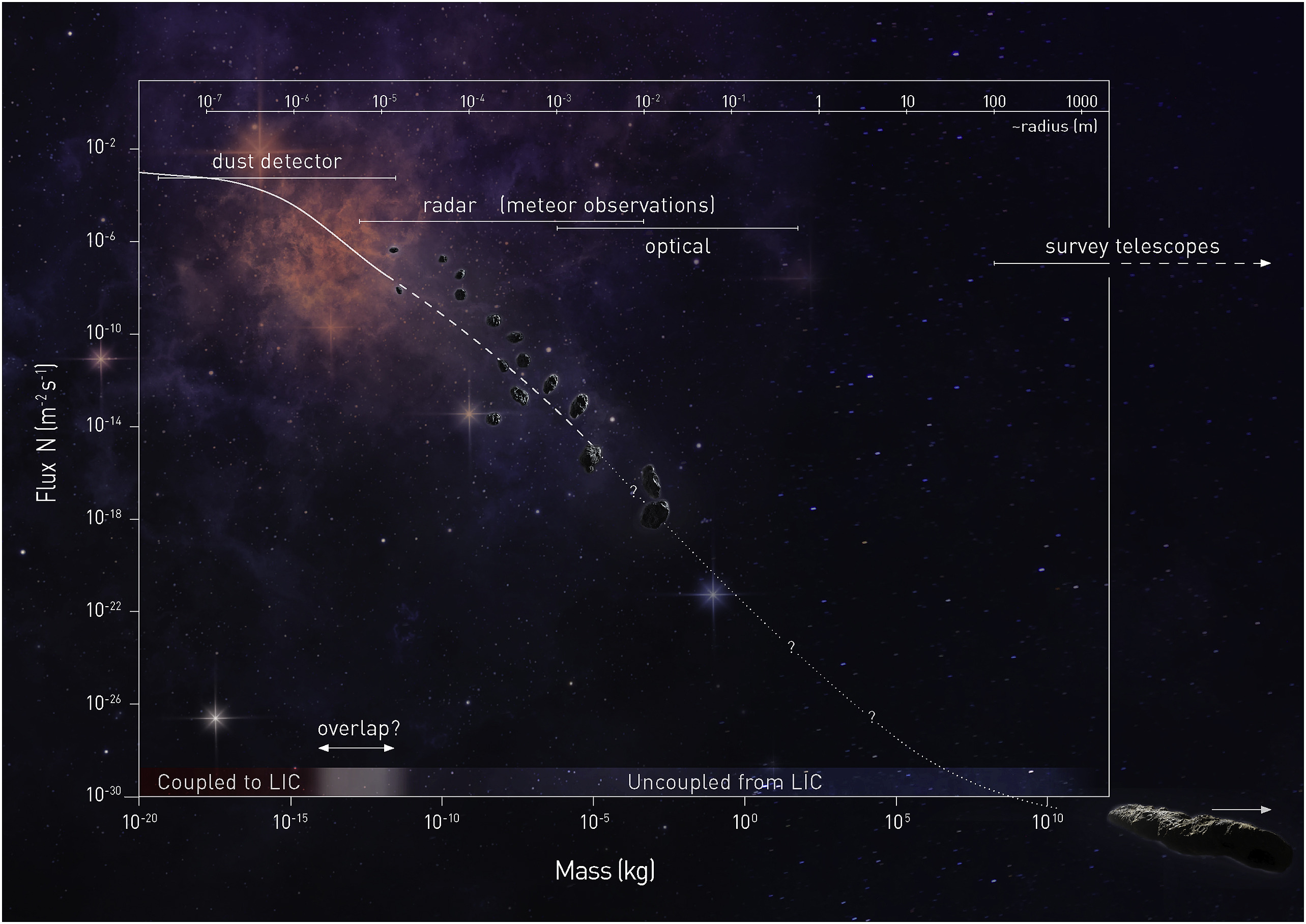
太陽系中的星際天體有著各種尺寸——從幾公里大的物體到次微米粒子不等。此外，星際塵埃和隕石攜帶著來自它們母體系統的信息。然而沿著尺寸連續變化的這些物體的檢測並不明顯。

太陽系中最小的星際塵埃顆粒受到電磁力的過濾，而最大的顆粒則因稀疏，而無法從航天器探測器中獲得良好的統計數據。對於中等（0.1-1微米）大小的星際天體的區別可能是一個挑戰。這些顆粒的速度和方向性可能有著劇烈的變化。因此在地球大氣中作為流星觀測到的星際隕石的識別非常具有挑戰性，需要高精度的測量和適當的誤差檢查。否則，測量誤差可能將近抛物線軌道轉換為超抛物線的極限，並創造出一個人為的雙曲粒子群，通常被解釋為星際來源。
大型的星際天體先後於2017年（斥候星）和2019年（2I/鮑里索夫彗星）首次在太陽系中被檢測到，西拉吉和勒布提出尋找類似於斥候星，與木星的近距離相互作用中通過失去軌道能量而被困在太陽系中星際天體的建議。並指出未來的天文巡天調查如[[薇拉·魯賓天文台]，該天文台將能夠通過太陽相對於局部靜止系的運動，檢測到星際天體分布的非各向同性，並確定星際物體從其母星系中的特徵射速]的觀測，應該能找到許多候選物體。

2023年5月，天文學家報告了多年來在近地軌道（NEO）中可能俘獲到的其他星際天體。
2023年7月，哈佛大學的天文學家阿維·洛伊布報告了尋找星際物質的可能性
。

## 已確認天體

### 1I/2017 U1

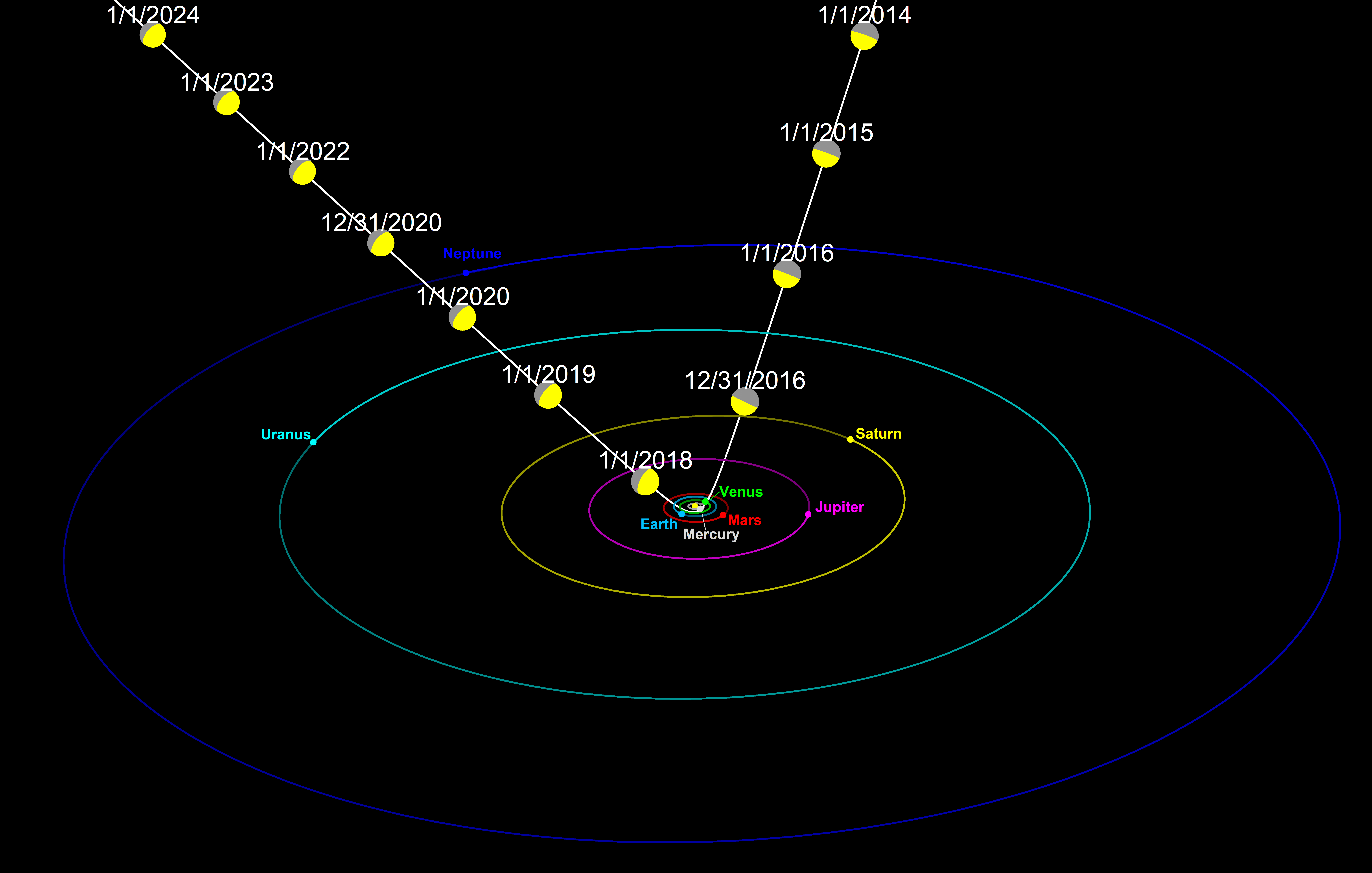
雙曲太陽系外天體斥候星的路徑，這是2017年發現的第一個已確認星際天體。

2017年10月19日，泛星計畫望遠鏡發現一個暗淡的物體，視星等約為20。觀測結果顯示，它以一個明顯的雙曲線軌道繞太陽運行，速度超過太陽的逃逸速度，這意味著它並非受太陽系引力束縛，很可能是一個星際天體。最初它被命名為C/2017 U1，因為當時認為它是一顆彗星，但經過長時間觀測研究後，發現其不具有彗髮構造，也不是小行星，因此更名為A/2017 U1。在確認它的星際性質後，它被重新命名為1I/ʻ斥候星（Oumuamua） — 其中「1」表示它是首次發現的這種物體，「I」則代表星際，而「Oumuamua」則為夏威夷语，意為「第一個來自遠方的信使」。
斥候星缺乏彗髮的情況表明它來自它來源恆星系統的內部區域，在凍結線內失去了所有的表面揮發物，類似於太陽系中的岩石小行星、熄火彗星、达摩克型小行星一樣。然而這僅為假設，因為斥候星有可能在星際空間經過漫長的宇宙線照射後失去了所有表面揮發物，從而在被其母系統排斥後形成了厚厚的外殼層。
斥候星的離心率為1.199，是在發現2019年8月的2I/鮑里索夫彗星之前，太陽系中觀測到的任何物體的離心率之最。2018年9月，天文學家描述了幾個可能為斥候星所屬的恆星系統

### 2I/鮑里索夫彗星
這個物體由根納季·鮑里索夫於2019年8月30日在克里米亞瑙奇內的MARGO觀測站使用他自己打造的0.65米望遠鏡發現的。在2019年9月13日，加那利大型望远镜獲得2I/鮑里索夫彗星的低分辨率可見光譜，顯示這個物體的表面組成與典型的奧爾特雲彗星相差不大。
國際天文學聯合會（IAU）小天體命名工作組保留了鮑里索夫這個名字，將這顆彗星命名為2I/鮑里索夫（Borisov），表示它是一個星際天體。2020年3月12日，天文學家報告了來自鮑里索夫彗星「持續的核心碎裂」的觀測證據
。

### 3I/亞特拉斯彗星

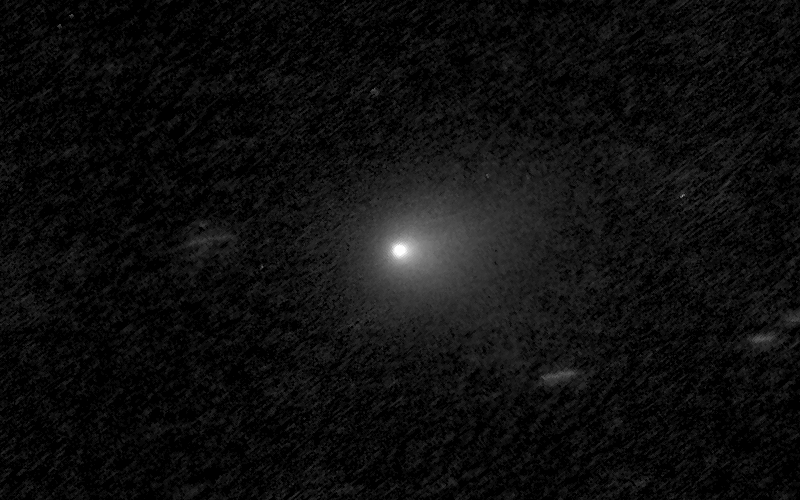
3I/亞特拉斯彗星

## 候補天體
2007年，Afanasiev等人曾報告稱在2006年7月28日時，俄羅斯科學院特設天體物理台上空的大氣層中檢測了一個直徑幾厘米的星際隕石撞擊事件
。
2018年11月，哈佛大學的天文學家西拉吉和勒布報告稱，根據計算出的軌道特徵，太陽系中應該有數百個如斥候星大小的星際天體，並提出了幾個半人馬座的候選物，如2017 SV13和2018 TL6。這些物體目前圍繞繞太陽運行，但可能在遙遠的過去被引力俘獲。
西拉吉和勒布也出了增加星際物天際發率的方法，包括掩星、與月球或地球大氣層碰撞的光學特徵，以及與中子星碰撞產生的射電耀斑。

### 2014年星際流星
CNEOS 2014-01-08（又稱星際隕石1；IM1）是一顆質量為0.46噸、寬度為0.45米（1.5英尺）的流星，在2014年1月8日燃燒於地球大氣層中。根據2019年的一份预印本，指出這顆隕石可能來自星際空間。它的日心速度為60千米/秒（37英里/秒），漸近速度為42.1 ± 5.5千米/秒（26.2 ± 3.4英里/秒），並於協調世界時17:05:34在巴布亞新幾內亞附近的高度18.7千米（61,000英尺）處爆炸。在2022年4月解密數據後，根據避免小行星撞擊防禦傳感器收集的信息，美国太空司令部證實了潛在的星際隕石的速度。伽利略計劃對此調查進行一次探險，以回收這顆明顯不尋常的隕石的小碎片。
其他天文學家對該流星來自星際的起源表示懷疑，因為使用的流星目錄並未報告入射速度的误差棒。任何單一數據點的有效性（尤其是對於較小的流星體）仍然存在問題。
2022年11月曾發表了一篇論文，聲稱CNEOS 2014-01-08的異常特性（包括其高強度和明顯的雙曲線軌跡）更可能是測量誤差而不是真實參數。由於常見的微小隕石體之間無法區分，因此能夠成功回收任何流星體碎片的可能性非常低。。

### 2017年星際流星
CNEOS 2017-03-09（又稱星際隕石2；IM2）是一顆質量約為6.3噸的流星，於2017年3月9日燃燒於地球大氣層中。
。
在2022年9月，西拉吉和勒布報告了一顆候選星際隕石的發現，即CNEOS 2017-03-09，根據隕石的高材料強度，在某種程度上被認為是可能的星際天體。

## 假設任務
依據現有的太空技術，由於星際天體的高速度，對於近距離訪問天體和軌道任務具有挑戰性，但並非不可能。
星際研究計畫倡議（i4is）於2017年發起了天琴座計劃，以評估對斥候星進行探測任務的可行性。在5至10年内将航天器送到奥陌陌的建议选择是基于首先使用木星飞行，然后在3至10太阳半径进行近距离太阳飞行，以利用奥伯特效或更先进的选择，如太阳帆、激光帆和核推进。
歐洲太空總署（ESA）和宇宙航空研究開發機構（JAXA）計劃於2029年發射的彗星拦截器將被定位在拉格朗日点L2點，等待合適的長週期彗星進行拦截和飛越研究。如果在3年的等待期間找不到合適的彗星，太空船在短時間內也可以被指派拦截星際天體（若可到達）。

## 另見
- 全球災難危機 ——潛在有害的全球事件
- 雙曲線小行星（英语：Hyperbolic_asteroid） – 不繞太陽運行的天體
- 雙曲彗星列表（英语：List_of_hyperbolic_comets） - 可能不繞太陽運行的彗星
- 按最大遠日點列出的太陽系天體列表（英语：List_of_Solar_System_objects_by_greatest_aphelion）

## 外部連結
- Engelhardt, Toni; Jedicke, Robert; Vereš, Peter; Fitzsimmons, Alan; Denneau, Larry; Beshore, Ed; Meinke, Bonnie. . The Astronomical Journal. 2017, 153 (3): 133. Bibcode:2017AJ....153..133E. S2CID 54893830. arXiv:1702.02237 . doi:10.3847/1538-3881/aa5c8a.